# Melegbüszkeség
A melegbüszkeség (angolul gay pride) az LMBTQ (leszbikusok, melegek, biszexuálisok, transzneműek és queer) emberek társadalmi egyenlőségét, láthatóságát, valamint önazonosságát szorgalmazó szemlélet és az elérésére törekvő mozgalom. Deklarált célja, hogy a homoszexualitás a heteroszexualitással azonos értékű; hogy az azonos nemű párokat a különnemű párokkal azonos jogok kell hogy megillessék; illetve hogy a társadalmi elfogadáshoz és a jogegyenlőség eléréséhez szükség van rá, hogy az LMBTQ emberek nyíltan felvállalják a sokrétű szexuális irányultságukat és a nemi identitásukat. A közösség tagjainak célja, hogy mindezeket szabadon megélhessék.
Látványos megjelenési formája a világ számos pontján évente megrendezett büszkeségnapi felvonulás, a Pride.

## A mozgalom külföldi története
Tág értelemben vett gyökerei a 19. század második felére nyúlnak vissza, amikor megjelent a homoszexuális kapcsolatok büntetőjogi üldözése elleni fellépés. Az olyan személyek mint Kertbeny Károly, Karl Heinrich Ulrichs vagy Magnus Hirschfeld a melegjogi mozgalmak úttörői voltak, így ők tekinthetőek az elindító atyjainak is, hiszen a melegbüszkeség képezi a legtöbb melegjogi törekvés alapját. Szintén a mozgalmak előzményének tekinthető a közvetlenül a második világháború után Nyugat-Európa és Észak-Amerika számos országában létrejövő homofil mozgalom, amely az elfogadás és beilleszkedés stratégiáját követve kívánt fellépni a homoszexuálisok társadalmi kirekesztése ellen.

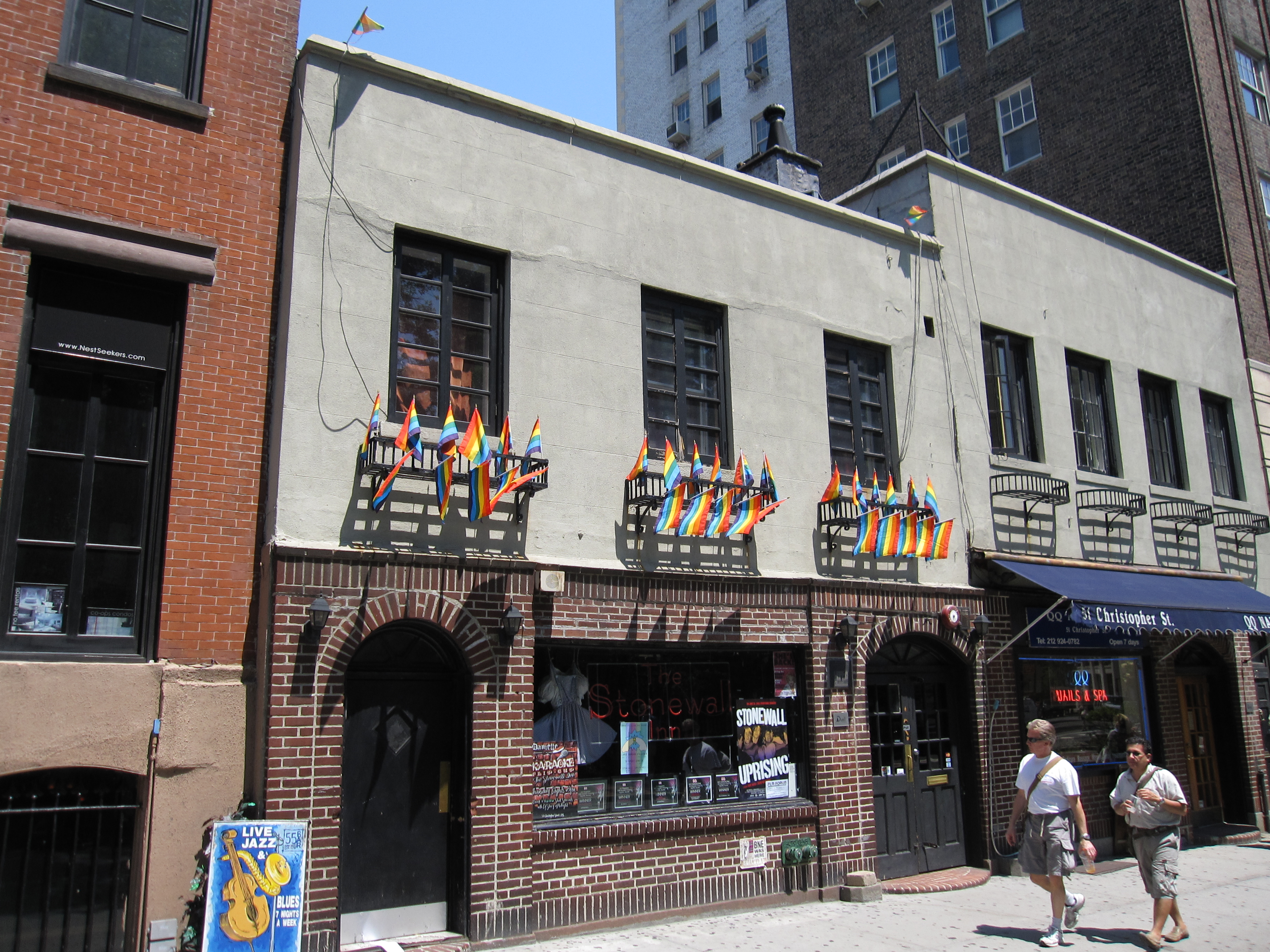
A Stonewall Inn emlékhely New York-ban, 2010-ben

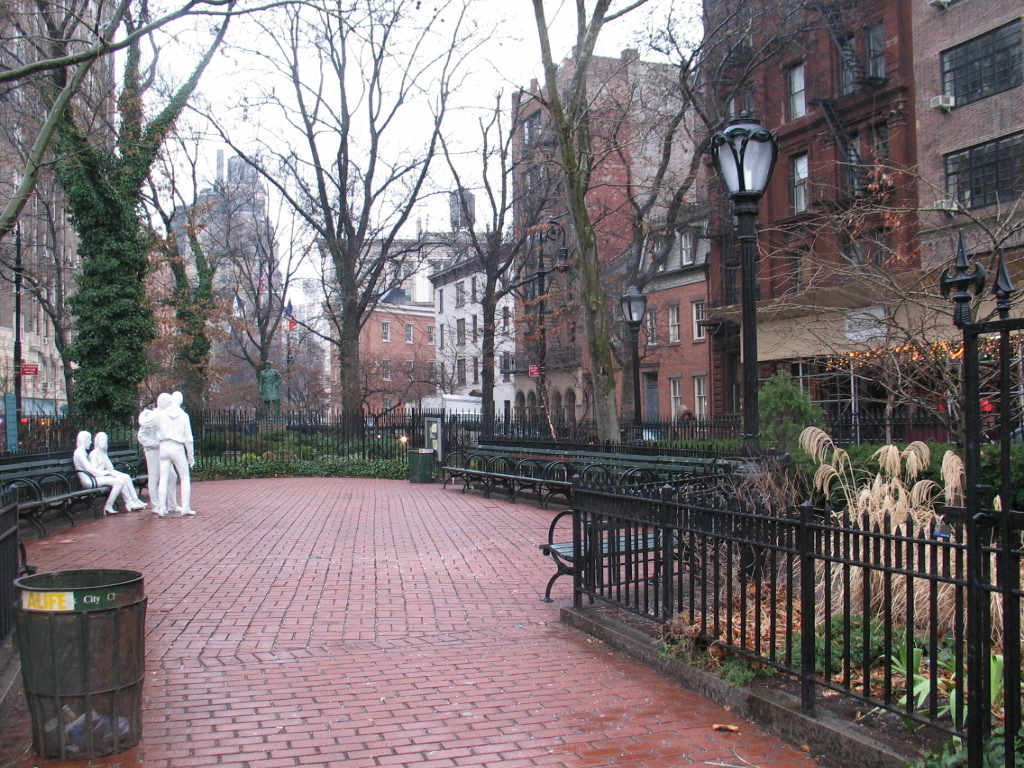
A meleg felszabadítási emlékmű a New York-i Manhattan Greenwich Village negyedében lévő Christopher Parkban, a két álló férfit és két ülő nőt ábrázoló installáció a Stonewall-lázadásnak állít emléket

A hatvanas években lezajlott szexuális forradalom és virágzásnak indult ellenkulturális mozgalmak a meleg- és leszbikusjogi mozgalmakban is felszínre hozták a korábbi, megalkuvónak ítélt stratégiákkal szembeni elégedetlenséget. A nőjogi és antirasszista mozgalmakhoz hasonlóan kialakult egy radikálisabb, a felszabadulás fogalma köré épülő melegmozgalom (a korszak legjelentősebb észak-amerikai csoportosulása is a Melegfelszabadítási Front (Gay Liberation Front) nevet viselte). A mozgalom emblematikus eseménye a New York-i Greenwich Village negyedben a maffia által üzemeltetett Stonewall Inn bárban kitört híres Stonewall-lázadás, amikor a bár transzvesztita, transznemű, afroamerikai és hajléktalan közönsége szembeszállt az Mccarthy-korszak végén őket rendszeresen zaklató rendőrökkel. (Továbbá az egész homofób, az egész közösséget hamis propagandával és üldözéssel, nyíltan elnyomó rendszerrel.) Az összecsapások 1969 június 28. – 1969. július 1 között zajlottak. Ezen események emlékére szervezik meg azóta is számos országban évről évre a melegfelvonulásokat. (Országonként és kultúránként változóan hol vidám parádé és karnevál, hol dacos demonstráció, tüntetés vagy agresszív összecsapás a rendőrséggel.)
A Mentális rendellenességek kórmeghatározó és statisztikai kézikönyvéből (DSM) a homoszexualitás 1973-ban a III. kiadással került ki. A homoszexualitás BNO (Betegségek Nemzetközi Osztályozása) kódját 1990-ben törölte a WHO.
Az 1970-es évek vége, 80-as évek eleje felé, ahogy azonban múlni kezdett a Stonewall-lázadás keltette eufória, változni kezdett a közösség álláspontja, és több meleg és leszbikus már nem vállalta a közösséget a biszexuális és transznemű emberekkel. Előbbieket azzal gyanúsították, hogy tulajdonképpen nem biszexuálisok, hanem melegek vagy leszbikusok, csak félnek előbújni, utóbbiakat pedig azzal vádolták, hogy rájátszanak a sztereotípiákra. A biszexuálisok és a - Stonewall-lázadásban jelentős szerepet vállaló - transzneműek is kezdték kiharcolni a jogaik érvényesítését és visszakapták a helyüket a szubkultúrában. Csak az 1990-es években vált általánossá egyenrangúként beszélni melegekről, leszbikusokról, biszexuálisokról és transzneműekről a mozgalmon belül. Ennek hatására nőtt a közösségen belüli szolidaritás.
Azóta a fősodratú melegfelszabadítási mozgalom folyamatosan veszített a radikális hangvételéből és egyre inkább a jogegyenlőség és a társadalmi elfogadás kérdései kerültek a mozgalom középpontjába. A „szexuális felszabadítás” jelszavának helyét átvette a „jogaitól megfosztott kisebbség” retorikája. A jogegyenlőség biztosításának elsődleges eszköze azonban továbbra is a láthatóság megteremtése, a szexuális irányultság nyilvános felvállalása maradt. Az ezredfordulót követően a nyugati országokban az LMB egyenlőség sikeres, ugyanakkor még korántsem teljes elérésével a transzneműség körüli párbeszédek, elméleti viták és mozgalmak kapnak fontosabb és hangsúlyozottabb közéleti szerepet.

## A büszkeségnapi felvonulás

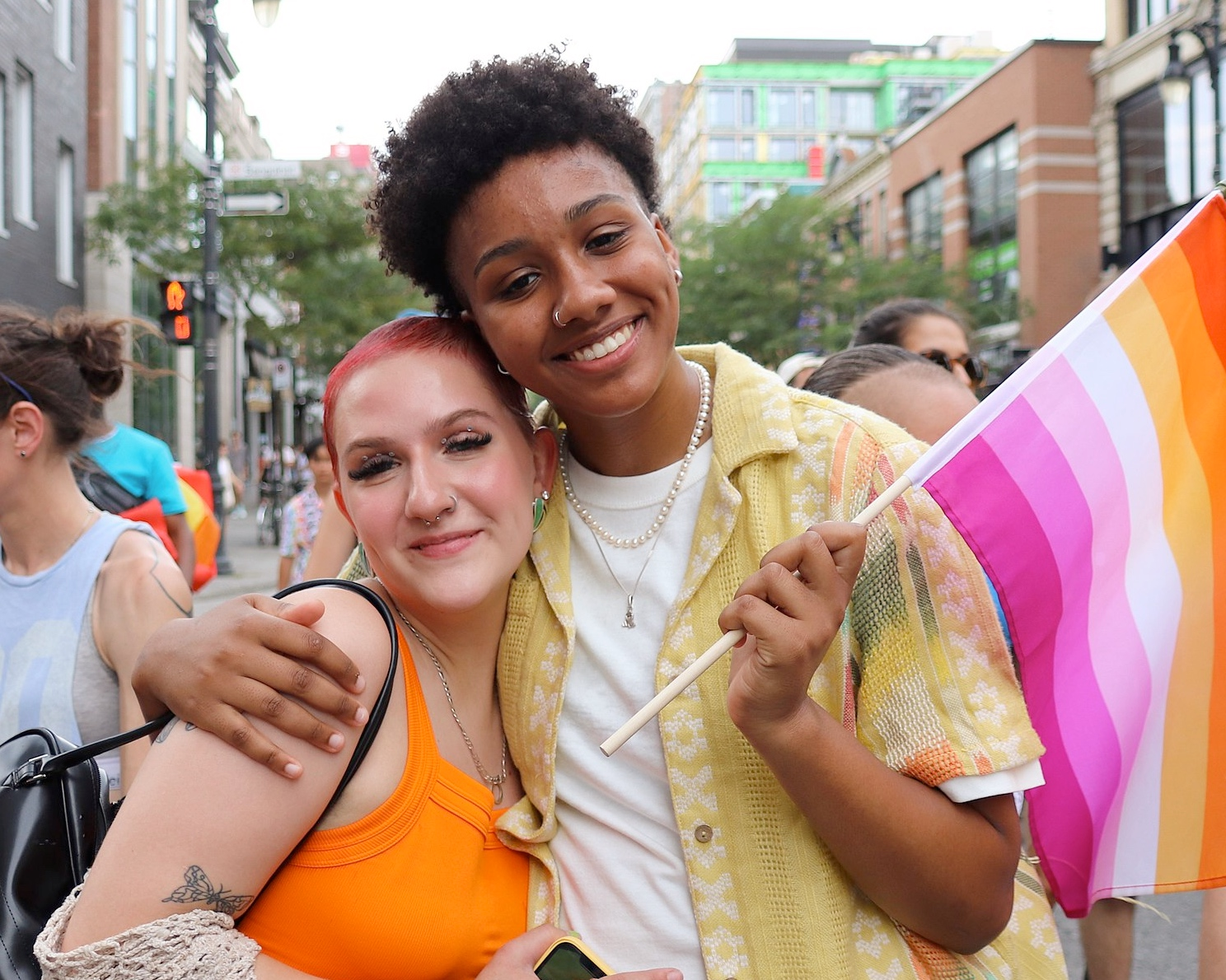
Két leszbikus nő a 2022-es Montreal Pride-on

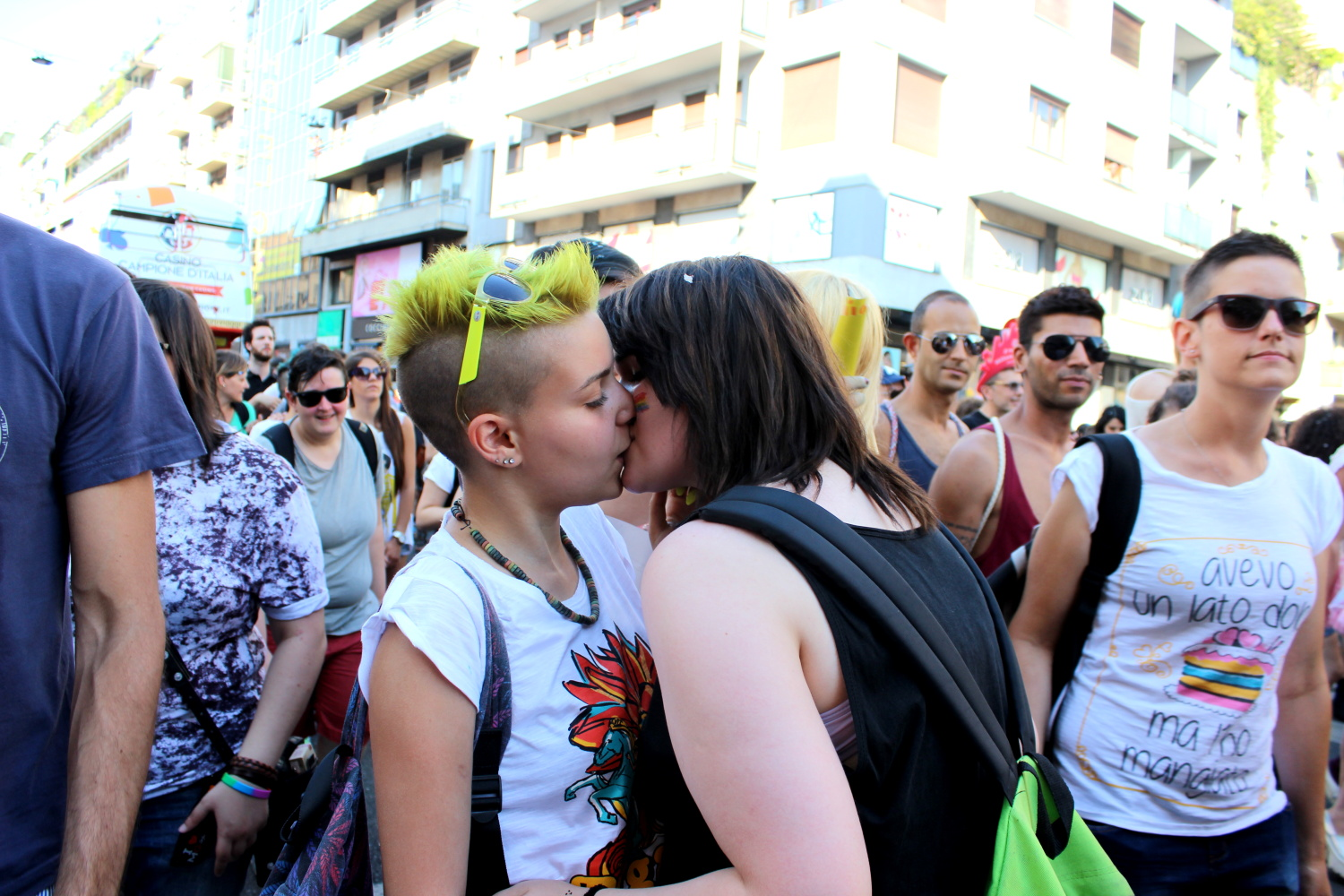
Két leszbikus nő a 2015-ös Milano Pride-on

Az LMBTQ mozgalom jelentős eseménye az évenként megrendezett büszkeségnapi felvonulás (angolul gay pride march vagy a Stonewall-mozgalom utcájáról elnevezett Christopher Street Day). Az első felvonulást a lázadás egyéves évfordulóján, 1970. június 28-án tartották New Yorkban. A hetvenes évek során elterjedt Amerika és Európa, majd a világ más nagyvárosaiban is. A felvonulás egyszerre politikai demonstráció (a résztvevők gyakran visznek politikai üzeneteket, jogköveteléseket tartalmazó transzparenseket) és látványos show-elemekkel tarkított karneváli felvonuás.
A világ legjelentősebb büszkeségnapi felvonulásait New Yorkban, San Franciscóban, Torontóban, Kölnben, Amszterdamban és São Paulóban tartják. Évről évre megrendezik a Euro Pride-ot és a World Pride felvonulást is, mindig más és más városban.

## Magyarországon

### Története

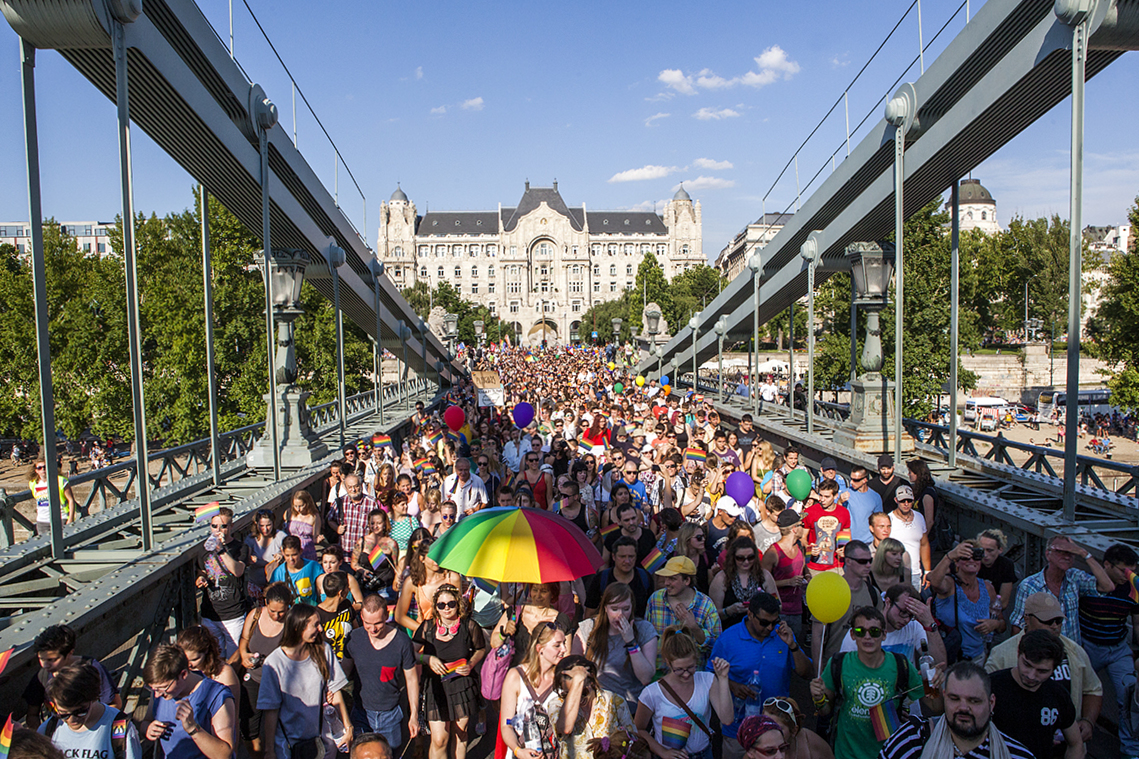
A 20. Budapest Pride felvonulás halad át a Lánchídon 2015-ben

A Kádár-korszak elején, 1961-ben elfogadott új büntető törvénykönyvben dekriminalizálták az azonos nemű emberek közötti szexuális kapcsolatot. (Előtte az 1880 óta érvényes Csemegi-kódex szerint egy évig terjedő börtönnel büntették a férfiak közötti viszonyokat.) A rendszerváltásig 1958-1989 között azonban a rendőrség és az állambiztonság megfigyelte és nyilvántartásba vette, elsősorban a meleg férfiakat. Zsarolás útján többeket ügynöknek szerveztek be. 1986-ig az MSZMP Központi Bizottságának Agitációs és Propaganda Osztálya (APO) a korabeli sajtóban rendszeresen táplálta a közvélemény homofób előítéleteit.
A LMBTQ jogok támogatásának hazai adminisztratív elindulása az első civil szervezetként 1988-ban hivatalosan bejegyzett, Homérosz Egyesülethez kötődik. (Az állami jóváhagyást a Kádár-korszak végén az országba begyűrűzött HIV pánik könnyítette meg.) Az elsősorban jogvédő és lelki segély szolgálatot működtető Háttér Társaság 1995-ben alakult meg  eredetileg Háttér Baráti Társaság a Homoszexuálisokért néven, ami később Háttér Társaság a Melegekért lett. Az 1999-ben bejegyzett Labrisz Leszbikus Egyesület alapítói a többnyire az 1990-ben alakult Feminista Hálózat és az 1994-ben elindult NANE (Nők a Nőkért Együtt az Erőszak Ellen) feminista egyesületek korábbi aktivistái. A Labrisz 2005 óta rendezi meg minden év novemberében a LIFT – Leszbikus Identitások Fesztiváljat. 2002-ben alakult meg az edukáció mellett a közösségszervezést legfőbb profiljának tekintő Szimpozion Egyesület, amely rendezvényeivel és különféle programjaival azóta is töretlenül igyekszik nem csupán a  meleg és biszexuális irányultságú férfiakból álló közönséget megszólítani. 2001 óta a Labrisszal közösen vitte a folyamatosan fejlődő Melegség és Megismerés iskolai tájékoztató programot.
2011-ben sikerült bejegyezni az informálisan már korábban is működő Transvanilla Transznemű Egyesületet. A NANE-hoz szorosan köthető Patent Egyesület (Patriarchátust Ellenzők Társasága) női jogvédő szervezet 2006-ban alakult. 2018-ban kezdte meg működését a transznemű emberek egy csoportjából összeállt Prizma közösség, a többszerelműséggel foglalkozó Poliamoria Magyarország és a Magyar Aszexuális Közösség. A sokféle tematikus LMBTQ szervezet munkáját 2009 óta a Magyar LMBT Szövetség koordinálja és fogja össze. Az 1992-1996 között félreeső helyszínekre, diszkréten szervezett Pink Piknikek után az 1997 szeptembere óta folyamatosan egyre növekvő létszámú, több tízezres tömegeket megmozgató Budapest Pride felvonulásokat a 2001-ben alapított Szivárvány Misszió Alapítvány szervezi. (2008 és 2018 között vonultak kordonok közé zárva a menetek. 2018-tól egy hónaposra bővült a fesztivál színes programkavalkádja, amelybe már a szárnyaikat bontogató vidéki szervezeteket is igyekszik a bevonni a Budapest Pride.)
A 2013 óta minden év februárjában megrendezett LMBT Történeti Hónapot a Háttér Társaság, a Labrisz és a Szimpozion közösen szervezi. Az első Budapesten kívüli LMBTQ felvonulásra Pécs városában, 2021 szeptemberében került sor.
(A közhasznú szervezetekben - a néhány főállásban vagy részmunkaidőben foglalkoztatott munkavállalót leszámítva - többségében önkéntesek végzik a feladatok számottevő részét. Az átlátható költségvetésüket a tagdíjak, a magánszemélyek adományai és a külföldi dotációk teszik ki. Hazai pályázati forrásokból alig vagy nem jutnak támogatáshoz.)

### A kétezres évek végi események
Magyarországon 1997 szeptembere óta szerveznek évenkénti melegfelvonulásokat, kezdetben Melegbüszkeség napja, 2008-tól Meleg Méltóság Menet néven, 2009 óta viseli a közismert Budapest Pride nevet. A felvonulás kezdetben a néhány napos, később egy hetes, 2018 óta pedig az egy hónapos hosszúságóra bővült LMBTQ Fesztivál programsorozatba illeszkedik.
A tizenkét éven át békés körülmények között lezajlott felvonulások után 2007-ben támadták meg először a menetet, tojással, paradicsommal és füstbombával támadtak a melegekre az ellentüntetők. A felvonulás utáni buli helyszínét elhagyó résztvevők közül többeket ért támadás.
A leghevesebb támadások 2008-ban érték a menetet: az erőszakos ellentüntetők tojásokat, krumplikat, kődarabokat, petárdákat dobáltak a felvonulókra és a rendőrökre. Egy rendőrségi kisbuszt Molotov-koktéllal felgyújtottak, több rendőr megsérült, 57 embert előállítottak. A felvonulás résztvevőit a kisföldalatti segítségével menekítették ki, a felvonulást záró koncertet le kellett mondani. Megtámadták Horn Gábort, Lévai Katalint és a másságát korábban nyíltan vállaló Szetey Gábor volt államtitkárt, valamint Orosz Józsefet is. A rendőrség ettől kezdve tíz éven át kordonokkal biztosította az útvonalat.
2009-ben a rendőrség az előző évihez képest már komolyabb védelemmel készült: dupla kordont állítottak fel, az ellentüntetőknek így nem sikerült a felvonulás résztvevőinek közelébe férkőzniük. Az ellentüntetők a rendőrökre támadtak, 41 személyt őrizetbe vettek. Egy kisebb csoport megvert egy a fesztivál pólóját viselő lányt.

## Szimbólumai

A melegbüszkeség zászlaja

A melegbüszkeség legfontosabb szimbóluma a szivárványzászló, amely a melegfelvonulások elengedhetetlen kelléke, de gyakran megtalálható meleg-szórakozóhelyek jelöléseként is. A zászló mellett fontos szimbólum a Harmadik Birodalom koncentrációs táboraira emlékező rózsaszín háromszög és a több szervezet elnevezésében is szereplő lambda betű.

## Fontosabb fogalmak, kifejezések
- Az LMBTQ közösséggel és a társadalmi nemekkel kapcsolatos legújabb fogalomgyűjtemény
- Karsay Dodó, Virág Tamás - Kérdőjelek helyett / LMBTQI-Kisokos a médiának útmutató (Magyar LMBT Szövetség, 2015) ISBN 978-963-12-2728-4

## Külső hivatkozások
- A budapesti LMBT-fesztiválok honlapja Archiválva 2009. július 1-i dátummal a Wayback Machine-ben
- Mohos Máté - „Buzinak lenni jó!” / Sosem látott fotók liberális fideszesekkel és szandál-zoknis ellentüntetőkkel a magyar LMBTQ-mozgalom hőskorából (RTL, 2023.06.16.)
- Büszkén, önérzetesen (Nádasdy Ádám válasza egy olvasói levélre a „büszkeség” szó kapcsán, Mások, 1999/8. sz.)
- Mire is vagyunk büszkék? (Graff Miklós cikke, Mások, 1997/9. sz.)